# Hyponerita ockendeni
Hyponerita ockendeni är en fjärilsart som beskrevs av Rothschild 1909. Hyponerita ockendeni ingår i släktet Hyponerita och familjen björnspinnare. Inga underarter finns listade i Catalogue of Life.